# Кастель-да-л'Арень
Касте́ль-да-л'Аре́нь (кат. Castell de l'Areny, вимова літературною каталанською [kəs'teʎ dəłə'ɾεɲ]) - муніципалітет, розташований в Автономній області Каталонія, в Іспанії. Код муніципалітету за номенклатурою Інституту статистики Каталонії - 80575. Знаходиться у районі (кумарці) Барґаза (коди району - 14 та BD) провінції Барселона, згідно з новою адміністративною реформою перебуватиме у складі Баґарії (округи) Центральна Каталонія. 

## Назва муніципалітету
Назва муніципалітету походить від лат. castrum - "замок" та імені Adalasindo.

## Населення
Населення міста (у 2007 р.) становить 76 осіб (з них менше 14 років - 14,5%, від 15 до 64 - 64,5%, понад 65 років - 21,1%). У 2006 р. народжуваність склала 0 осіб, смертність - 0 осіб, зареєстровано 0 шлюбів. У 2001 р. активне населення становило 34 особи, з них безробітних - 4 особи.

Серед осіб, які проживали на території міста у 2001 р., 56 народилися в Каталонії (з них 26 осіб у тому самому районі, або кумарці), 2 особи приїхали з інших областей Іспанії, а 0 осіб приїхало з-за кордону. 

Вищу освіту має 3,7% усього населення. 

У 2001 р. нараховувалося 26 домогосподарств (з них 30,8% складалися з однієї особи, 38,5% з двох осіб,15,4% з 3 осіб, 7,7% з 4 осіб, 7,7% з 5 осіб, 0% з 6 осіб, 0% з 7 осіб, 0% з 8 осіб і 0% з 9 і більше осіб).

Активне населення міста у 2001 р. працювало у таких сферах діяльності : у сільському господарстві - 20%, у промисловості - 10%, на будівництві - 6,7% і у сфері обслуговування - 63,3%. 

 У муніципалітеті або у власному районі (кумарці) працює 14 осіб, поза районом - 20 осіб.

### Безробіття
У 2007 р. безробітних зареєстровано не було (у 2006 р. так само не було безробітних).

## Економіка

### Підприємства міста

#### Сфера послуг
| \| Підприємства міста, що працюють у сфері послуг, за діяльністю \| Підприємства міста, що працюють у сфері послуг, за діяльністю \| Підприємства міста, що працюють у сфері послуг, за діяльністю \| \| Рік \| 2002 р. \| 2001 р. \| \| ------------------------------------------------------------- \| ------------------------------------------------------------- \| ------------------------------------------------------------- \| \| Гуртова торгівля \| 0% \| 0% \| \| Готелі та готельний бізнес \| 80% \| 75% \| \| Транспорт та зв'язок \| 0% \| 0% \| \| Посередницькі фінансові послуги \| 0% \| 0% \| \| Послуги підприємствам \| 0% \| 0% \| \| Послуги фізичним особам \| 0% \| 0% \| \| Нерухомість та ін. \| 20% \| 25% \| \| Усього підприємств \| 5 \| 4 \| |         |         |
| Підприємства міста, що працюють у сфері послуг, за діяльністю |         |         |
| Рік | 2002 р. | 2001 р. |
| Гуртова торгівля | 0%      | 0%      |
| Готелі та готельний бізнес | 80%     | 75%     |
| Транспорт та зв'язок | 0%      | 0%      |
| Посередницькі фінансові послуги | 0%      | 0%      |
| Послуги підприємствам | 0%      | 0%      |
| Послуги фізичним особам | 0%      | 0%      |
| Нерухомість та ін. | 20%     | 25%     |
| Усього підприємств | 5       | 4       |

## Житловий фонд
У 2001 р. 0% усіх родин (домогосподарств) мали житло метражем до 59 м2, 15,4% - від 60 до 89 м2, 76,9% - від 90 до 119 м2 і
7,7% - понад 120 м2.

З усіх будівель у 2001 р. 11,6% було одноповерховими, 69,8% - двоповерховими, 18,6
% - триповерховими, 0% - чотириповерховими, 0% - п'ятиповерховими, 0% - шестиповерховими,
0% - семиповерховими, 0% - з вісьмома та більше поверхами.

## Автопарк
| \| Автомобілі, зареєстровані у місті, за призначенням \| Автомобілі, зареєстровані у місті, за призначенням \| Автомобілі, зареєстровані у місті, за призначенням \| \| Рік \| 2006 р. \| 2005 р. \| \| -------------------------------------------------- \| -------------------------------------------------- \| -------------------------------------------------- \| \| Приватні автомобілі \| 47,1% \| 49,4% \| \| Мотоцикли \| 13,8% \| 13,3% \| \| Вантажівки \| 35,6% \| 36,1% \| \| Трактори \| 0% \| 0% \| \| Автобуси та ін. \| 3,4% \| 1,2% \| \| Усього автомобілів \| 87 шт. \| 83 шт. \| |         |         |
| Автомобілі, зареєстровані у місті, за призначенням |         |         |
| Рік | 2006 р. | 2005 р. |
| Приватні автомобілі | 47,1%   | 49,4%   |
| Мотоцикли | 13,8%   | 13,3%   |
| Вантажівки | 35,6%   | 36,1%   |
| Трактори | 0%      | 0%      |
| Автобуси та ін. | 3,4%    | 1,2%    |
| Усього автомобілів | 87 шт.  | 83 шт.  |

## Вживання каталанської мови
У 2001 р. каталанську мову у місті розуміли 100% усього населення (у 1996 р. - 100%), вміли говорити нею 100% (у 1996 р. - 
100%), вміли читати 93,1% (у 1996 р. - 86%), вміли писати 72,4
% (у 1996 р. - 70%). Не розуміли каталанської мови 0%.

## Політичні уподобання
У виборах до Парламенту Каталонії у 2006 р. взяло участь 40 осіб (у 2003 р. - 45 осіб). Голоси за політичні сили розподілилися таким чином:
| \| Вибори до Парламенту Каталонії \| Вибори до Парламенту Каталонії \| Вибори до Парламенту Каталонії \| \| Рік \| 2006 р. \| 2003 р. \| \| -------------------------------------- \| ------------------------------ \| ------------------------------ \| \| Конвергенція та Єднання (CiU) \| 52,5% \| 60% \| \| Соціалістична партія Каталонії (PSC) \| 12,5% \| 11,1% \| \| Народна партія (PP) \| 0% \| 4,4% \| \| Ініціатива за зелену Каталонію (IC) \| 5% \| 4,4% \| \| Республіканська лівиця Каталонії (ERC) \| 27,5% \| 20% \| \| Громадянська партія (C's) \| 0% \| 0% \| \| Інші \| 2,5% \| 0% \| |         |         |
| Вибори до Парламенту Каталонії |         |         |
| Рік | 2006 р. | 2003 р. |
| Конвергенція та Єднання (CiU) | 52,5%   | 60%     |
| Соціалістична партія Каталонії (PSC) | 12,5%   | 11,1%   |
| Народна партія (PP) | 0%      | 4,4%    |
| Ініціатива за зелену Каталонію (IC) | 5%      | 4,4%    |
| Республіканська лівиця Каталонії (ERC) | 27,5%   | 20%     |
| Громадянська партія (C's) | 0%      | 0%      |
| Інші | 2,5%    | 0%      |